# ۱۴ بهمن
۱۴ بهمن سیصد و بیستمین روز سال در گاه‌شماری خورشیدی است. به پایان سال ۴۵ روز (۴۶ روز در سال کبیسه) باقی‌است.

## رویدادها
- ۱۲۵۲ - انتشار شمس‌النهار، نخستین روزنامه در افغانستان و در سلطنت شیرعلی خان.(۱۵ ذی‌الحجه ۱۲۹۰ق).
- ۱۳۵۰ - آغاز برف و بوران ۱۳۵۰ ایران
- ۱۳۹۴ - انفجار پالایشگاه نفت لاوان
- ۱۴۰۰ - انتشار فایل صوتی محرمانه فرماندهان سپاه از رادیو فردا
- ۱۴۰۲ - رقابت ۱۴ بهمن ۱۴۰۲ تیم ملی فوتبال ایران با تیم ملی فوتبال ژاپن در جام ملت‌های آسیا ۲۰۲۳

## زادروزها
- ۱۳۲۲ - منوچهر وثوق، بازیگر
- ۱۳۲۲ - مهدی سحابی، مترجم، نویسنده و نقاش
- ۱۳۲۲ - رضا بنفشه‌خواه، بازیگر
- ۱۳۳۸ - رضا سعیدی، بازیگر
- ۱۳۴۴ - رضا  حسین زاده، گوینده اخبار تلویزیون
- ۱۳۴۸ - علی دایی، بازیکن فوتبال
- ۱۳۴۸ - شهره سلطانی، بازیگر
- ۱۳۵۲ - شهاب حسینی، بازیگر
- ۱۳۵۵ - میترا حجار، بازیگر
- ۱۳۵۷ - مریم ایراندوست، بازیکن فوتبال
- ۱۳۵۹ - شهاب تیام، خواننده
- ۱۳۵۹ - بهمن کامیار، نویسنده، کارگردان و فیلم‌نامه‌نویس
- ۱۳۶۰ - سید جلال حسینی، بازیکن فوتبال
- ۱۳۶۱ - سید مهدی رحمتی، بازیکن فوتبال [۱]
- ۱۳۶۳ - عباس غزالی، بازیگر
- ۱۳۶۸ - وحید نعمتی، بازیکن فوتبال

## درگذشتگان
- ۱۳۱۸ - تقی ارانی، از اعضای ۵۳ نفر
- ۱۳۲۹ - میرزا حسن خان وثوق الدوله، سیاستمدار
- ۱۳۷۳ - عباس زریاب خویی، مورخ، نویسنده و نسخه‌شناس
- ۱۳۸۱ -  یحیی عدل،  ملقب به پدر جراحی نوین و بیهوشی ایران
- ۱۳۹۴ - مصطفی کتیرایی، سیاستمدار
- ۱۳۹۴ - عبدالرضا مهدوی، نویسنده و دیپلمات